# Paraxenotettix
Paraxenotettix är ett släkte av insekter. Paraxenotettix ingår i familjen gräshoppor.
Kladogram enligt Catalogue of Life:
| Paraxenotettix | \| \| Paraxenotettix calcaratus \| \| \| \| \| \| Paraxenotettix rugulosa \| \| \| \| |
|                | \| \| Paraxenotettix calcaratus \| \| \| \| \| \| Paraxenotettix rugulosa \| \| \| \| |
|                | Paraxenotettix calcaratus                                                             |
|                |                                                                                       |
|                | Paraxenotettix rugulosa                                                               |
|                |                                                                                       |